# Banassac-Canilhac
Banassac-Canilhac es una comuna nueva francesa situada en el departamento de Lozère, de la región de Occitania.

## Historia
Fue creada el 1 de enero de 2016, en aplicación de una resolución del prefecto de Lozère del 29 de septiembre de 2015 con la unión de las comunas de Banassac y Canilhac, pasando a estar el ayuntamiento en la antigua comuna de Banassac.

## Demografía
| Gráfica de evolución demográfica de Banassac-Canilhac entre 1800 y 2013 |
|                                                                         |

Los datos entre 1800 y 2013 son el resultado de sumar los parciales de las dos comunas que forman la nueva comuna de Banassac-Canilhac, cuyos datos se han cogido de 1800 a 2006, para las comunas de Banassac y Canilhac de la página francesa EHESS/Cassini. Los demás datos se han cogido de la página del INSEE.

## Composición
| Comuna fusionada | Código INSEE | Población (2013) | Superficie (km²) | Densidad (hab./km²) |
| ---------------- | ------------ | ---------------- | ---------------- | ------------------- |
| Banassac         | 48017        | 872              | 17.41            | 50                  |
| Canilhac         | 48033        | 167              | 7.27             | 23                  |